# VM i håndbold 1973 (kvinder)
Verdensmesterskabet i håndbold for damer i 1973 var den femte indendørs VM-slutrunde for kvinder, og den blev afholdt i Jugoslavien i perioden 7. – 15. december 1973. For første gang deltog 12 lande.
De 12 deltagende lande spillede først en indledende runde med 4 grupper á 3 hold. De to bedste hold fra hver gruppe gik videre til hovedrunden om placeringerne 1-8, mens de sidste fire hold spillede i placeringsrunden om placeringerne 9-12.

## Indledende runde
| Gruppe A                       |                                |       |
| Ungarn - Tjekkoslovakiet       | Ungarn - Tjekkoslovakiet       | 12-7  |
| Tjekkoslovakiet - Vesttyskland | Tjekkoslovakiet - Vesttyskland | 16-9  |
| Ungarn - Vesttyskland          | Ungarn - Vesttyskland          | 18-7  |
|                                | Mål                            | Point |
| Ungarn                         | 30-14                          | 4     |
| Tjekkoslovakiet                | 23-21                          | 2     |
| Vesttyskland                   | 16-34                          | 0     |

| Gruppe B         |                  |       |
| Rumænien - Japan | Rumænien - Japan | 24-12 |
| Norge - Japan    | Norge - Japan    | 16-9  |
| Rumænien - Norge | Rumænien - Norge | 10-5  |
|                  | Mål              | Point |
| Rumænien         | 34-17            | 4     |
| Norge            | 21-19            | 2     |
| Japan            | 21-40            | 0     |

| Gruppe C              |                       |       |
| Sovjetunionen - DDR   | Sovjetunionen - DDR   | 7-4   |
| Polen - DDR           | Polen - DDR           | 11-11 |
| Sovjetunionen - Polen | Sovjetunionen - Polen | 8-6   |
|                       | Mål                   | Point |
| Sovjetunionen         | 15-10                 | 4     |
| Polen                 | 17-19                 | 1     |
| DDR                   | 15-18                 | 1     |

| Gruppe D              |                       |       |
| Jugoslavien - Holland | Jugoslavien - Holland | 20-4  |
| Danmark - Holland     | Danmark - Holland     | 13-4  |
| Jugoslavien - Danmark | Jugoslavien - Danmark | 11-10 |
|                       | Mål                   | Point |
| Jugoslavien           | 31-14                 | 4     |
| Danmark               | 23-15                 | 2     |
| Holland               | 8-33                  | 0     |

## Hovedrunde (1.-8.plads) og placeringsrunde (9.-12.plads)
| Hovedrunde - Gruppe I      |                            |                            |       |
| Rumænien - Tjekkoslovakiet | Rumænien - Tjekkoslovakiet | Rumænien - Tjekkoslovakiet | 10-8  |
| Ungarn - Norge             | Ungarn - Norge             | Ungarn - Norge             | 14-3  |
| Rumænien - Ungarn          | Rumænien - Ungarn          | Rumænien - Ungarn          | 12-11 |
| Tjekkoslovakiet - Norge    | Tjekkoslovakiet - Norge    | Tjekkoslovakiet - Norge    | 12-8  |
|                            | Kampe                      | Mål                        | Point |
| Rumænien                   | 3                          | 32-24                      | 6     |
| Ungarn                     | 3                          | 37-22                      | 4     |
| Tjekkoslovakiet            | 3                          | 27-30                      | 2     |
| Norge                      | 3                          | 16-36                      | 0     |

| Hovedrunde - Gruppe II      |                             |                             |       |
| Jugoslavien - Polen         | Jugoslavien - Polen         | Jugoslavien - Polen         | 8-9   |
| Sovjetunionen - Danmark     | Sovjetunionen - Danmark     | Sovjetunionen - Danmark     | 10-10 |
| Jugoslavien - Sovjetunionen | Jugoslavien - Sovjetunionen | Jugoslavien - Sovjetunionen | 7-5   |
| Danmark - Polen             | Danmark - Polen             | Danmark - Polen             | 12-12 |
|                             | Kampe                       | Mål                         | Point |
| Jugoslavien                 | 3                           | 26-24                       | 4     |
| Sovjetunionen               | 3                           | 23-23                       | 3     |
| Polen                       | 3                           | 27-28                       | 3     |
| Danmark                     | 3                           | 32-33                       | 2     |

| Placeringsrunde (9.-12.plads) |                        |                        |       |
| DDR - Vesttyskland            | DDR - Vesttyskland     | DDR - Vesttyskland     | 14-5  |
| Japan - Holland               | Japan - Holland        | Japan - Holland        | 15-11 |
| DDR - Japan                   | DDR - Japan            | DDR - Japan            | 17-12 |
| Vesttyskland - Holland        | Vesttyskland - Holland | Vesttyskland - Holland | 18-5  |
| DDR - Holland                 | DDR - Holland          | DDR - Holland          | 15-9  |
| Vesttyskland - Japan          | Vesttyskland - Japan   | Vesttyskland - Japan   | 10-13 |
|                               | Kampe                  | Mål                    | Point |
| 9. DDR                        | 3                      | 46-26                  | 6     |
| 10. Japan                     | 3                      | 40-38                  | 4     |
| 11. Vesttyskland              | 3                      | 33-32                  | 2     |
| 12. Holland                   | 3                      | 25-48                  | 0     |

### Kamp om 7.-8.pladsen
- Danmark – Norge 12-10

### Kamp om 5.-6.pladsen
- Polen – Tjekkoslovakiet 15-13

### Bronzekamp
- Sovjetunionen – Ungarn 20-12

### Finale
- Jugoslavien – Rumænien 16-11

### Slutstilling
1. Jugoslavien,
2. Rumænien,
3. Sovjetunionen,
4. Ungarn,
5. Polen,
6. Tjekkoslovakiet,
7. Danmark,
8. Norge,
9. DDR,
10. Japan,
11. Vesttyskland,
12. Holland.